# Бидл (округ)
Бидл (англ. Beadle County) — округ в штате Южная Дакота, США. Административный центр округа — Хьюрон. По данным переписи за 2010 год число жителей округа составляло 17 398 человек.

## География
По данным Бюро переписи населения США округ имеет общую площадь в 3276 квадратных километров, из которых 3261 км² занимает земля и 16 км² — вода.

### Транспорт
Через округ проходят:
- US 14 (англ. US Highway 14).
- US 281[англ.] (англ. US Highway 281).
- Дорога 28 штата Южная Дакота[англ.].
- Дорога 37 штата Южная Дакота[англ.].

## История
Округ Бидл был назван в честь генерала Уильяма Генри Бидла. Решение о его создании было принято легислатурой территории Дакота в 1879 году, а формально он был организован в 1880 году.

## Население
| Год переписи | Нас.  |  | %±     |
| ------------ | ----- |  | ------ |
| 1880         | 1290  |  | —      |
| 1890         | 9586  |  | 643,1% |
| 1900         | 8081  |  | −15,7% |
| 1910         | 15776 |  | 95,2%  |
| 1920         | 19273 |  | 22,2%  |
| 1930         | 22917 |  | 18,9%  |
| 1940         | 19648 |  | −14,3% |
| 1950         | 21082 |  | 7,3%   |
| 1960         | 21682 |  | 2,8%   |
| 1970         | 20877 |  | −3,7%  |
| 1980         | 19195 |  | −8,1%  |
| 1990         | 18253 |  | −4,9%  |
| 2000         | 17023 |  | −6,7%  |
| 2010         | 17398 |  | 2,2%   |
| 2016         | 18157 |  | 4,4%   |

В 2010 году на территории округа проживало 17 398 человек (из них 50,3 % мужчин и 49,7 % женщин), насчитывалось 7276 домашних хозяйств и 4509 семей. Расовый состав: белые — 89,7 %, афроамериканцы — 0,8 %, коренные американцы — 1,1 % и представители двух и более рас — 1,6 %. 7,7 % населения были латиноамериканцами.
Население округа по возрастному диапазону по данным переписи 2010 года распределилось следующим образом: 24,2 % — жители младше 18 лет, 3,3 % — между 18 и 21 годами, 55,2 % — от 21 до 65 лет и 17,3 % — в возрасте 65 лет и старше. Средний возраст населения — 41,2 лет. На каждые 100 женщин в Бидле приходилось 101,3 мужчин, при этом на 100 совершеннолетних женщин приходилось уже 99,9 мужчины сопоставимого возраста.
Из 7276 домашних хозяйств 62,0 % представляли собой семьи: 49,5 % совместно проживающих супружеских пар (17,8 % с детьми младше 18 лет); 8,3 % — женщины, проживающие без мужей и 4,2 % — мужчины, проживающие без жён. 38,0 % не имели семьи. В среднем домашнее хозяйство ведут 2,31 человека, а средний размер семьи — 2,92 человека. В одиночестве проживали 33,0 % населения, 13,6 % составляли одинокие пожилые люди (старше 65 лет).

## Экономика
В 2015 году из 13 778 трудоспособных жителей старше 16 лет имели работу 8990 человек. В 2014 году медианный доход на семью оценивался в 62 053 $, на домашнее хозяйство — в 48 423 $. Доход на душу населения — 24 532 $. 16,0 % от всего числа семей в Бидле и 21,4 % от всей численности населения находилось на момент переписи за чертой бедности.